# Torda-mergulheira

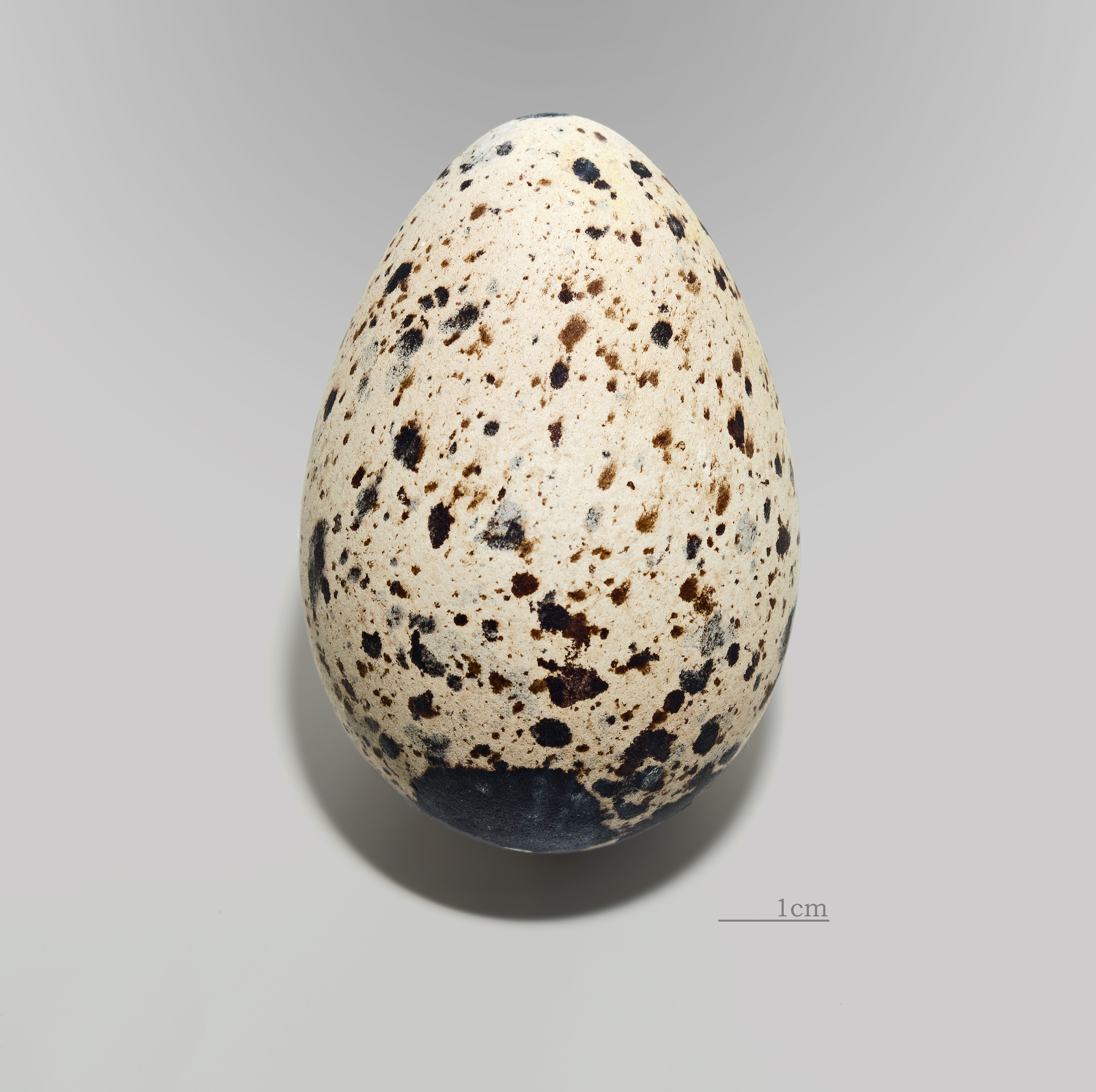
Alca torda MHNT

Torda-mergulheira ou torda-comum (Alca torda) é uma ave caradriforme da família dos Alcidae. É a única espécie do género Alca.
A torda-mergulheira mede entre 38 e 43 cm de comprimento e tem uma envergadura de asas (usadas essencialmente para nadar) de 60–69 cm. Habita ilhas rochosas do oceano Atlântico Norte. Alguns testes comprovam que esta espécie é a mais próxima da extinta Auca-gigante mas com a diferença de ser mais leve e poder voar, pois suas asas são maiores que as do seu parente pois esta espécie procria e cuida de seus filhotes em penhascos.
Invernante comum na costa portuguesa, tanto juvenis como adultos,  podem ser facilmente observados a mergulhar quando se alimentam, por vezes muito perto da praia.